# Mike Aidoo
Mike Aidoo (Verona, 30 de mayo de 2005) es un futbolista italiano que juega de defensa para el Inter de Milán de la Serie A.

## Biografía
Tras empezar a formarse como futbolista en las categorías inferiores del Inter de Milán, finalmente fue convocado por el primer equipo en la temporada 2024-25, haciendo su debut el 19 de diciembre de 2024 en la Copa Italia contra el Udinese Calcio, sustituyendo a Matteo Darmian en el minuto 88 y ganando el partido por 2-0 tras los goles de Marko Arnautović y Kristjan Asllani.

## Clubes
| Club           | País   | Año   | Partidos | Goles |
| -------------- | ------ | ----- | -------- | ----- |
| Inter de Milán | Italia | 2024- | 1        | 0     |